# AA Avanca
Die Associação Atlética de Avanca (kurz AA Avanca) ist ein portugiesischer Sportklub mit Sitz in der Stadt Estarreja. Nebst Fußball, besitzt der Klub auch noch z. B. eine Handball-Mannschaft.

## Geschichte der Fußball-Abteilung
Der Klub wurde im Jahr 1937 gegründet. Spielte die Fußball-Mannschaft in der Liga in den 2000er Jahren noch in der viertklassigen Terceira Divisão sowie einmal kurz in der fünften Liga. Schaffte die Mannschaft zur Saison 2006/07 den Aufstieg in die drittklassige Segunda Divisão. Nach der Spielzeit 2007/08, stieg man jedoch schon wieder ab. Auch in der vierten Liga, verpasste man den Abstieg in der folgenden Relegationsrunde nur knapp. Anschließend konnte man sich weiter in der vierten Spielklasse, auch nach der Ligareform im Anschluss an die Saison 2012/13, halten. Dort verblieben bis zumindest in die Saison 2016/17.
Im Taça de Portugal erfolgte der erste Auftritt in der Saison 1978/79 als Teilnehmer der damaligen Terceira Divisão. Dort schaffte man es bis in die 2. Runde wo man schließlich dem Lokalrivalen SC Beira-Mar mit 0:2 unterlag. Danach qualifizierte man sich ab den 1980er Jahren alle paar Jahren immer mal wieder für den Pokal. In der Spielzeit 1990/91 gelang sogar erstmals der Einzug in die 3. Runde. Ab den 1990er Jahren qualifizierte man sich dann auch noch öfter für den Pokal, ein herausstechender Überraschungserfolg blieb aber immer aus. Die letzte Teilnahme an dem Pokal-Wettbewerb war dann in der Ausgabe 2013/14.